# 蓮乗院 (鎌倉市)

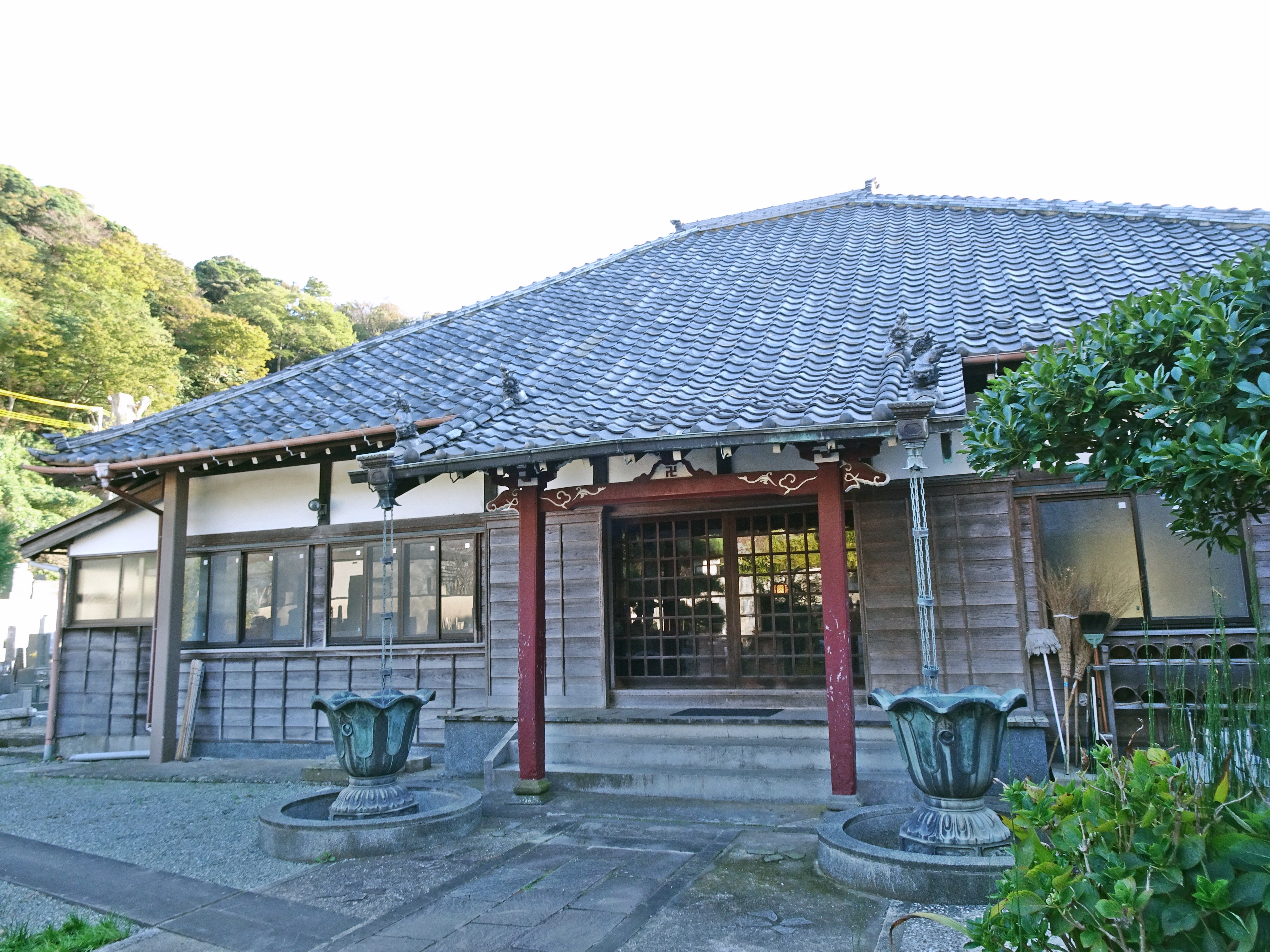
蓮乗院本堂

蓮乗院（れんじょういん）は、神奈川県鎌倉市に所在する浄土宗の寺院。
光明寺に隣接している。

## 歴史
創建年代は不明である。浄土宗の関東十八檀林である光明寺の寮となる前は、真言宗寺院「蓮乗寺」があったといわれている。
1243年（寛元元年）の光明寺の建設が完了するまで、良忠は当院に住み、光明寺の進捗状況を把握していたという。そういう経緯から、光明寺の新住職は、まず最初に当院に入ってから光明寺に向かうことになっている。

## 文化財
- 阿弥陀如来立像及び両脇侍のうち右脇侍立像（鎌倉市指定有形文化財 昭和49年11月11日指定[3]）[4]

## 交通アクセス
- 鎌倉駅より徒歩26分。